# M/S Skidbladner
M/S Skidbladner trafikerar Håkanstaleden i Storsjön, Jämtland.